# Polycentropus australis
Polycentropus australis is een schietmot uit de familie Polycentropodidae. De soort komt voor in het Australaziatisch gebied.